# ВЭБ Арена
«ВЭБ Аре́на» (бывшее название — стадион «Арена ЦСКА») — футбольный стадион в Москве, расположенный в районе Хорошёвский, Северного административного округа Москвы. Домашняя арена футбольного клуба ЦСКА.
Строительство стадиона началось на месте старого стадиона ЦСКА в мае 2007 года и растянулось на 9 лет. Стадион официально открыт 23 августа 2016 года. Окончательная стоимость арены составила 350 миллионов долларов США. Архитекторы стадиона — Дмитрий Буш и Андрей Боков.
Рекордная посещаемость в Еврокубковых соревнованиях зафиксирована на матче Лиги Европы ЦСКА с лондонским «Арсеналом», когда на стадион пришли 29 284 человека. Рекорд посещаемости в матчах Чемпионата России зафиксирован 23 сентября 2018, когда московское дерби ЦСКА — «Спартак» посетили 29 361 зритель.

## Характеристики проекта

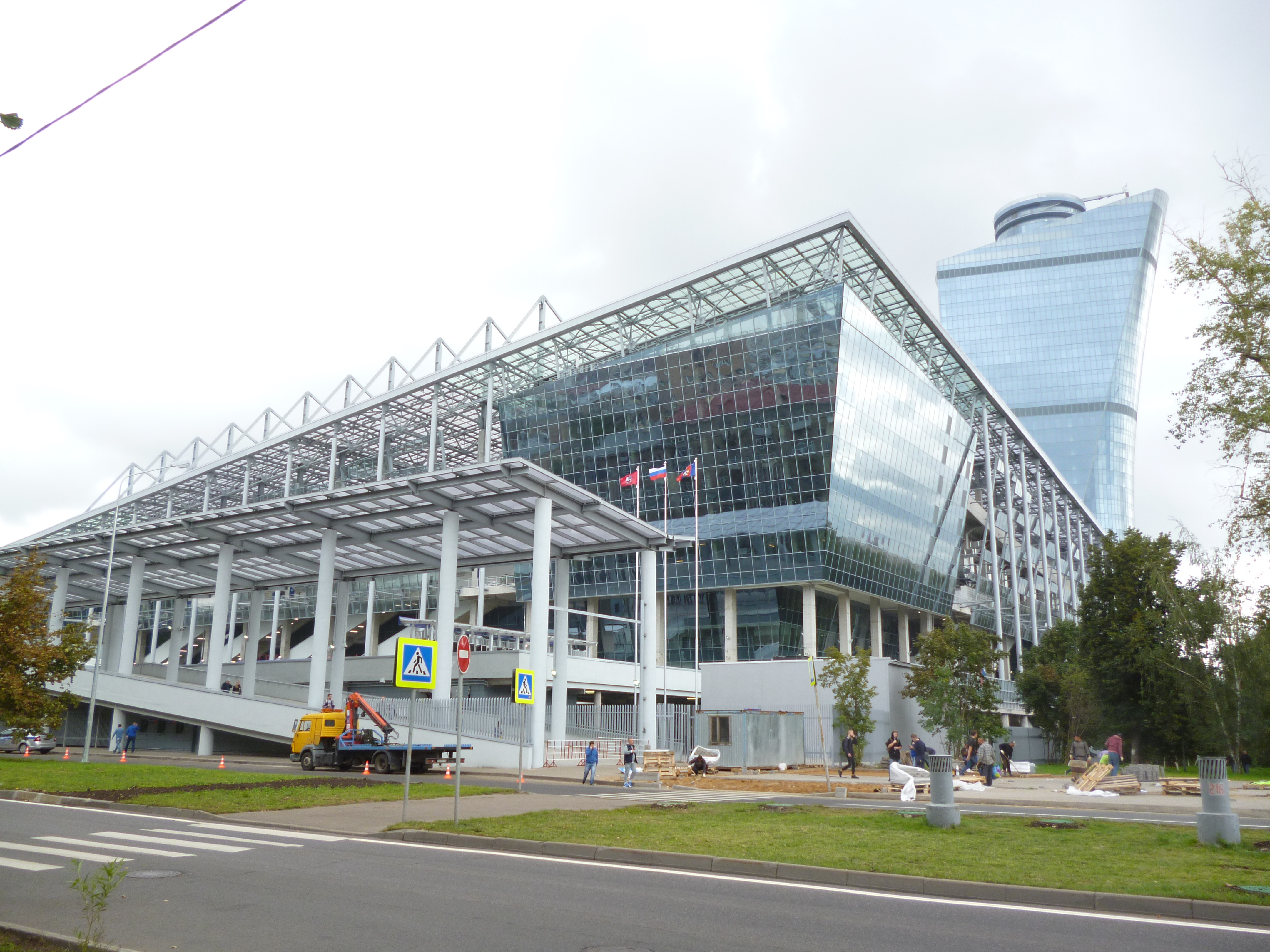
Стадион со стороны 3-й Песчаной ул.

- Заказчик: ЗАО «Генеральная дирекция „Центр“», до 31.07.2012 г. — ЗАО «Москапстрой ТУКС-1»
- Проектирование: ГУП МНИИП «Моспроект-4»[9], мастерская № 6
- Генеральный подрядчик: ООО «ПСП-Фарман»[10], до 31.07.2012 г. — ЗАО «Объединение „ИНГЕОКОМ“»
- Основные технико-экономические показатели:

| Площадь отведённых участков                         | 8,7 га          |
| Площадь доотводимых участков                        | 1,12323 га      |
| Вместимость стадиона                                | 30 000 мест     |
| Общая площадь комплекса                             | 174 100 м²      |
| Общая площадь стадиона                              | 78 000 м²       |
| Общая площадь гостиниц и административных помещений | 70 000 м²       |
| Общая площадь многоуровневых парковок               | 26 100 м²       |
| Вместимость автостоянок                             | 1400 машиномест |

Проект арены был выполнен ГУП МНИИП «Моспроект-4». Архитекторами были Дмитрий Буш и Андрей Боков, известные своими другими проектами, в частности, ледовый дворец «Айсберг» в Сочи и московский ледовый дворец Крылатское, дворец спорта «Мегаспорт» и Ледовый дворец в Санкт-Петербурге, рабочую документацию выпускает генеральный подрядчик ООО «ПСП-Фарман», совместно с сербской фирмой Bexel.

## Задвигающаяся крыша
В феврале 2015 года Евгений Гинер заявил, что конструкция стадиона предусматривает задвигающуюся крышу. Делать её будут уже вторым этапом, когда появятся деньги (около 30 миллионов долларов расходов).
В июле 2019 года Роман Бабаев заявил, что стадион ЦСКА будет оборудован системой обогрева трибун.

«Крыши не будет точно, для этого ведь придётся практически перестраивать стадион. Что касается обогрева стадиона с помощью инфракрасных тепловых пушек, это реально. Если не в этом сезоне, то в следующем мы постараемся установить оборудование, и на стадионе станет ещё уютнее, что привлечёт больше болельщиков на стадион», — заявил Бабаев.

## Проезд
Ближайшие станции метро — «Сокол», «Полежаевская», «Хорошёвская» и «ЦСКА», а также станция МЦК «Зорге». Рядом со стадионом располагаются остановки автобусов № 175, 318 и 818.

## Процесс строительства

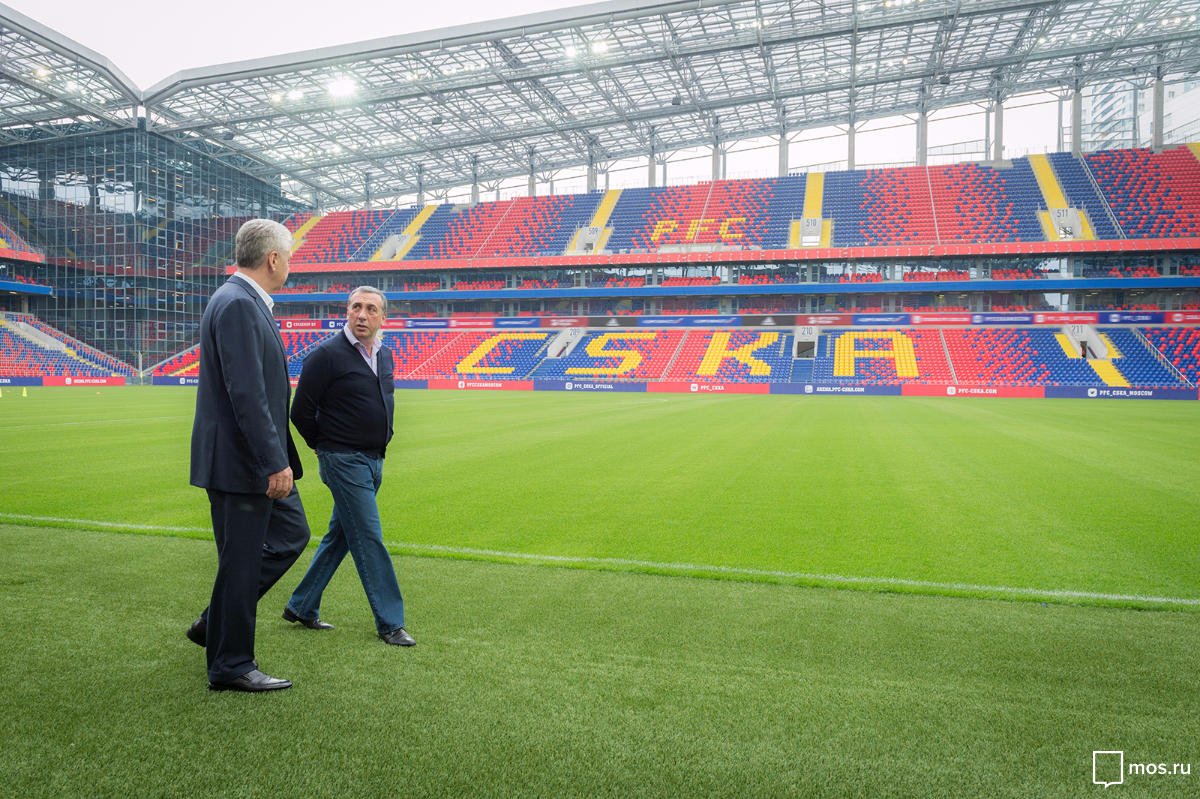
Сергей Собянин и Евгений Гинер на осмотре нового стадиона (20 августа 2016)

ФГУ Минобороны (МО) ЦСКА в 2005 году заключило инвестконтракт с профессиональным футбольным клубом ЦСКА на возведение новой футбольной арены на 30 тысяч зрителей на месте старого стадиона ЦСКА и которому для этих целей передало земельный участок площадью 6,8 гектара. Снос старого стадиона был произведён в конце 2006 года. Церемония закладки первого камня в основание нового стадиона была произведена в мае 2007 года. Строительство стадиона началось 9 декабря 2007 года. В августе 2008 года была произведена заливка фундаментной плиты будущего стадиона.
Первоначально сроком окончания строительства был указан 2009 год, однако из-за того, что на подготовку документации на строительство потребовалось большое количество времени, срок сдачи стадиона переносился сперва на май 2010 года, а потом на лето 2013 года. Позднее из-за судебного спора с Минобороны строительство стадиона было временно приостановлено. Однако спустя год стороны пришли к мировому соглашению. Урегулирование спора стало возможным после того, как футбольный клуб выкупил земельный участок под стадион у Минобороны на аукционе. Как сообщает «Коммерсантъ», сумма сделки составила около 1 млрд рублей.
В апреле 2011 года Градостроительно-земельная комиссия Москвы приняла положительное решение по вопросу строительства стадиона. Кроме того, в комплексе будут деловой центр и гостиница — всего 70 тыс. м². Они разместятся в стоящей рядом 170-метровой башне, на вершине которой расположится гигантский стеклянный мяч. По форме здание башни будет напоминать завоёванный клубом в 2005 году Кубок УЕФА. Многоуровневый паркинг на 26,1 тыс. м² сможет вместить 1400 автомобилей. Новый стадион будет практически полностью крытым и шумоизолированным. А в связи с переходом российского чемпионата на систему «осень-весна» на строящемся стадионе армейского клуба могут быть применены технические новинки обогрева трибун. На стадионе также будет установлена крыша, защищающая болельщиков от непогоды и обеспечивающая проникновение максимального количества естественного света в здание. Всё это позволит, по мнению Евгения Гинера, увеличить посещаемость домашних игр команды.
В апреле 2012 года «Внешэкономбанк» (ВЭБ) согласился принять участие в финансировании строительства стадиона, в размере 14 миллиардов рублей. Данный кредит рассчитан на 10 лет. Также стало известно, что, вероятно, стадион будет называться «ВЭБ-Арена».
«Строительство возобновилось в начале 2013 года. Долго решался вопрос с получением от города документов на последний участок по южной входной группе, так как он граничит с землёй министерства обороны, которое не давало согласия на строительство в этом месте. В конечном итоге все решилось. Заключение экспертизы мы получили в конце марта, в апреле — разрешение на строительство, после чего подрядчик приступил к полномасштабным работам. В зимнее время темпы не будут уменьшаться, потому что мы подключили временное электроснабжение строительной площадки, получили хорошую мощность — 2 мегаватта. Этого будет достаточно, чтобы обогревать бетон при отливке. Президент клуба поставил задачу — начать играть через 20 месяцев, весной 2015 года. Будем стремиться её выполнить. По крайней мере подрядчик нас заверяет, что трибуны, спортивная часть к этому сроку будут готовы», — сказал заместитель генерального директора по строительству стадиона ЦСКА Владимир Судариков в августе 2013 года.
В мае 2014 года Евгений Гинер подтвердил, что ЦСКА должен сыграть свой первый матч на стадионе весной 2015 года.
В середине августа 2014 начался монтаж крыши стадиона.
В начале ноября 2014 года Гинер назвал общую стоимость комплекса — 400 млн долларов, в том числе от 280 до 300 млн долларов — стоимость футбольной арены, и назвал рамки срока открытия стадиона — от июля до сентября 2015 года. Летом 2015 года глава строительства стадиона ЦСКА назвал новые примерные сроки сдачи объекта — конец 2015—начало 2016 годов. В феврале 2016 года было заявлено, что стадион планируется ввести в эксплуатацию до конца июня 2016 года. Введён в эксплуатацию 17 августа 2016 года.

## Название
23 августа 2016 года на встрече с болельщиками Евгений Гинер подтвердил, что название стадиона «Арена ЦСКА».
28 февраля 2017 года на Сочинском экономическом форуме президент клуба и председатель госкорпорации «Внешэкономбанк» Сергей Горьков достигли соглашения о присвоении стадиону названия «ВЭБ Арена».

## Матчи

### Матчи с российскими клубами

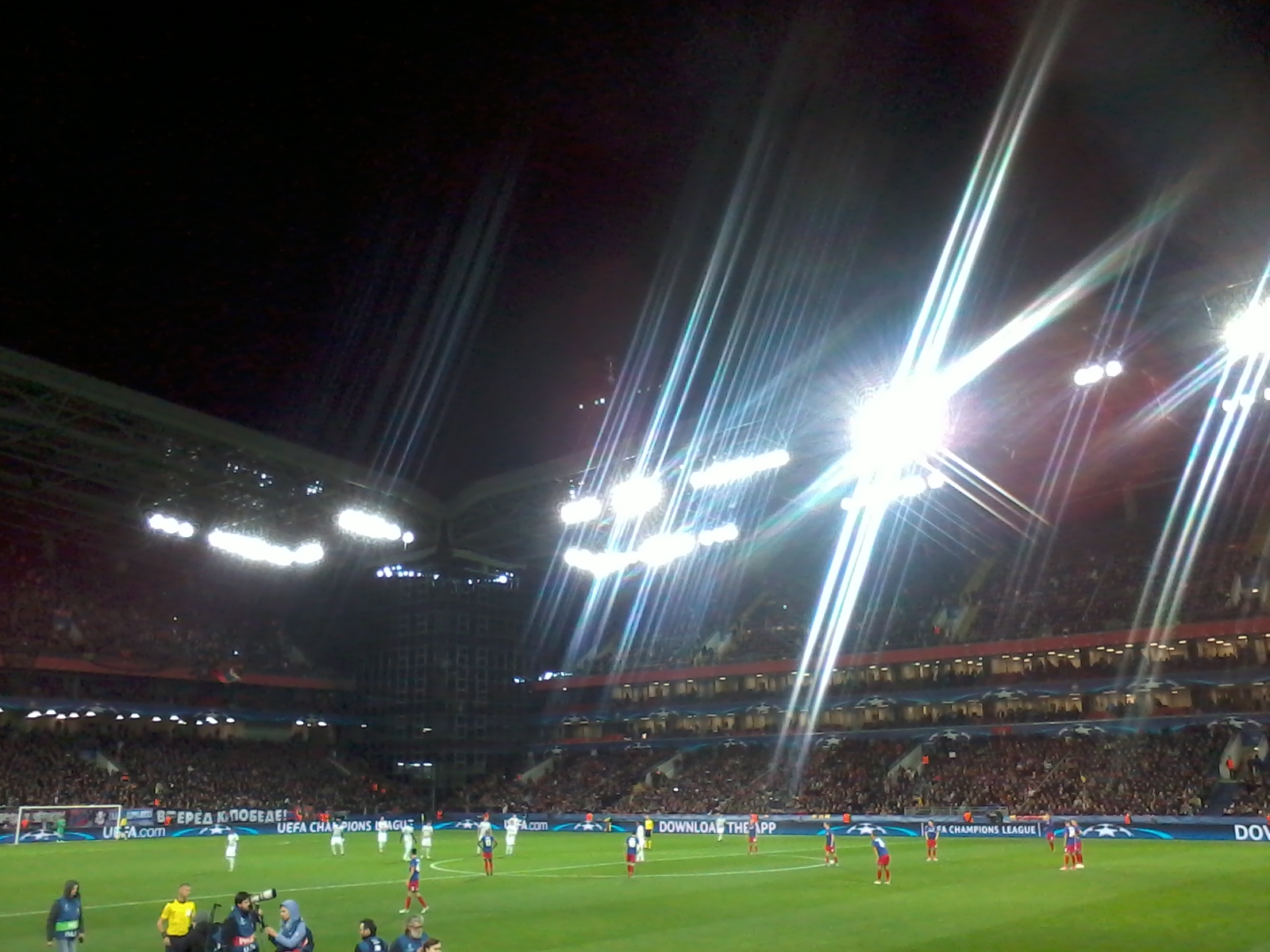
На матче ЦСКА — «Манчестер Юнайтед» был установлен рекорд посещаемости стадиона (29 073 зрителя), продержавшийся до 12 апреля 2018 года

Первым матчем на новом стадионе должна была стать игра за Суперкубок России 2016 между чемпионом России — ЦСКА — и обладателем Кубка России — «Зенитом» 23 июля 2016 года, однако из-за неготовности объекта игру перенесли на московский «Локомотив». 4 сентября 2016 года состоялся дебютный матч, без зрителей на трибунах (товарищеский матч с московским «Торпедо»), в котором ЦСКА добился победы со счётом 3:0. Первый официальный матч на стадионе «армейцы» провели 10 сентября против «Терека» и победили со счётом 3:0. Первый гол на новой арене забил Ласина Траоре.
28 февраля 2017 года в Сочи принято решение о переименовании стадиона в «ВЭБ Арена». Первый матч на стадионе с новым названием ЦСКА провёл 4 марта 2017 года против «Зенита», игра завершилась со счётом 0:0. На матче был обновлён рекорд посещаемости (26 800 зрителей).
30 апреля 2017 года «армейцы» впервые принимали на этом стадионе московский «Спартак». Игра завершилась поражением ЦСКА (1:2), это стало первым поражением ЦСКА на своём стадионе в Чемпионате России.
Матч с «Крыльями Советов» (3:1), состоявшийся 23 октября 2021, стал для ЦСКА 100-м официальным, сыгранным на «ВЭБ Арене» (81 из них — в чемпионатах России, 2 — в Кубке России и 17 — в еврокубках).

### Еврокубки
27 сентября 2016 года ЦСКА провёл на стадионе первый матч в еврокубках — в Лиге чемпионов УЕФА против английского клуба «Тоттенхэм Хотспур», где потерпел поражение 0:1.
Ровно спустя год после первого матча Еврокубков на стадионе, ЦСКА также играл в Лиге чемпионов УЕФА против английской команды — на этот раз «Манчестер Юнайтед». Примечательно, что билеты на эту игру невозможно было приобрести отдельно: все билеты на групповой этап были реализованы пакетами сразу на три матча за сутки до планируемой даты начала продаж «одиночных» билетов. 27 сентября 2017 года был установлен рекорд посещаемости. На ВЭБ Арене присутствовало 29 073 зрителя.

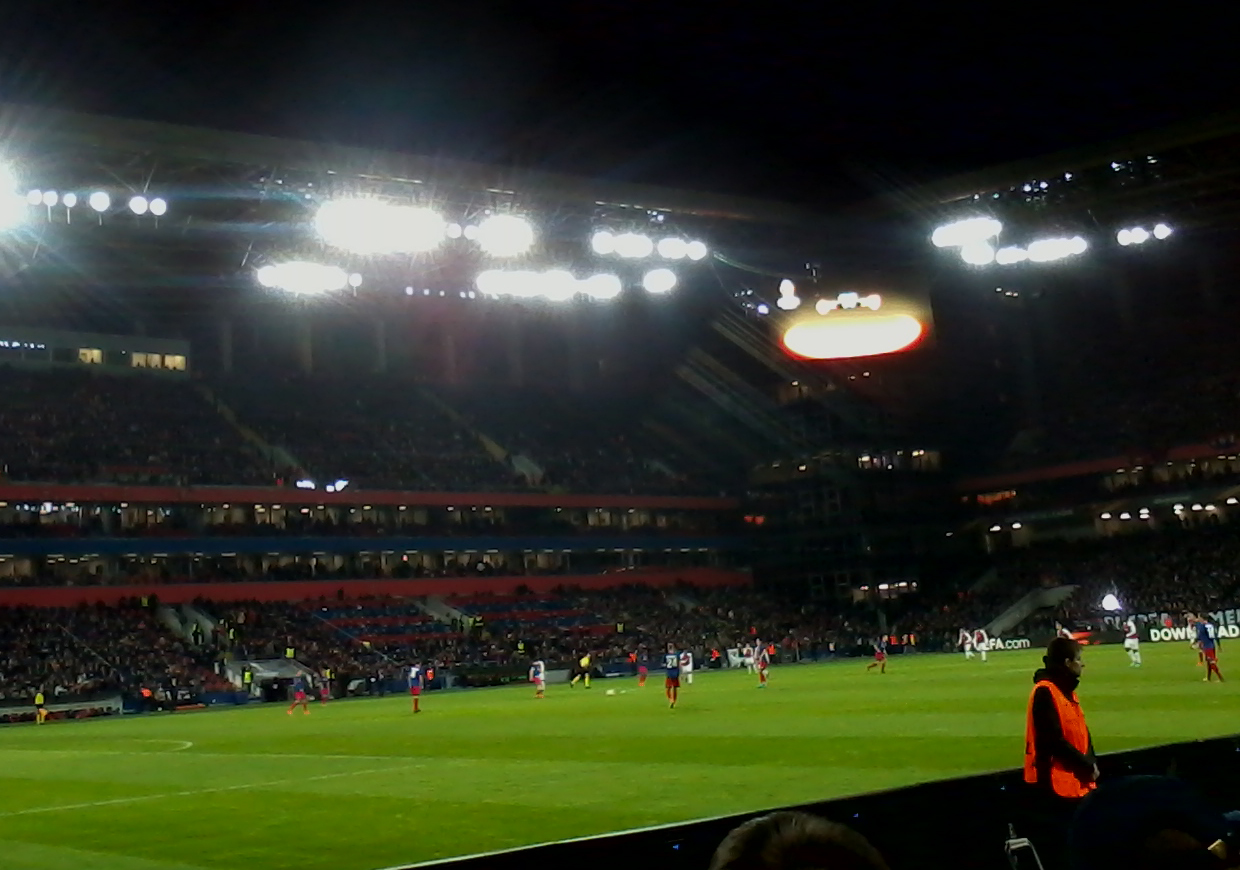
Стартовый свисток в матче ЦСКА — «Арсенал», который собрал 29 284 зрителя, что стало новым рекордом посещаемости

22 ноября 2017 года на ВЭБ Арене состоялась игра в рамках Лиги чемпионов УЕФА между ЦСКА и «Бенфикой». Встреча завершилась победой «Армейцев» со счётом 2:0, игра запомнилась тем, что в воротах ЦСКА стоял Игорь Акинфеев, который пропускал голы в Еврокубках 11 лет подряд, и в той встрече наконец он отстоял еврокубковый матч на «ноль».
12 апреля 2018 года на стадионе состоялась четвертьфинальная ответная встреча Лиги Европы между ЦСКА и лондонским «Арсеналом», которая завершилась вничью 2:2, а в следующий раунд прошли «канониры», по сумме матчей победив со счётом 6:3. Билеты на этот матч продавались отдельно, в отличие от группового этапа Лиги чемпионов, и в результате рекорд посещаемости, установленный 27 сентября 2017 года в матче ЦСКА — «Манчестер Юнайтед», был побит: на матче с Арсеналом пришли 29 284 зрителя.

### Матчи сборной
9 июня 2017 года на стадионе впервые состоялась встреча национальной сборной России, которая в товарищеской игре сразились со сборной Чили. Встреча завершилась в ничью 1:1, автором забитого мяча за сборную России стал игрок ЦСКА Виктор Васин.
7 октября 2017 года на «ВЭБ Арене» состоялась товарищеская игра с участием сборной России и Южной Кореи. Встреча завершилась победой хозяев со счётом 4:2.
5 июня 2018 года товарищеская игра с участием сборной России и Турции завершилась ничьей (1:1).

## Рекорды
- Фёдор Чалов (ЦСКА) забил больше всех на ВЭБ Арене — 15 голов.
- 2 автогола были забиты на ВЭБ Арене в одной игре — 7 октября 2017 года в товарищеском матче сборной России против Южной Кореи (4:2).
- Фёдор Чалов (ЦСКА) оформил два хет-трика на стадионе:
  - 6 мая 2018 года в матче против «Арсенала» (6:0)
  - 1 сентября 2018 года в матче против «Урала» (4:0)